# Janirella glabra
Janirella glabra es una especie de crustáceo isópodo marino de la familia Janirellidae.

## Distribución geográfica
Es endémica de las islas Canarias (España).